# Línos Chrysikópoulos
Línos-Spyrídon Chrysikópoulos (grec moderne : Λίνος-Σπυρίδων Χρυσικόπουλος), né le 1er décembre 1992 à Corfou, est un joueur grec de basket-ball.